# Portugees-Macau
De benaming Portugees-Macau of Portugees-Macao (Portugees: Macau Português) verwijst naar Macau in de periode van 1557 tot 1999 toen de stad onder Portugees bestuur stond. Portugees-Macau bestond bestuurlijk uit twee gemeenten (concelhos), namelijk Macau (bestaande uit het schiereiland Macau) en Ilhas (bestaande uit de eilanden Coloane en Taipa), die op hun beurt weer bestonden uit zeven parochies (freguesias).
Macau werd in 1557 door de Portugezen gehuurd van China en diende sinds die tijd als een belangrijke handelspost. Portugal bleef huur betalen aan China voor het bezit van Macau tot in 1849. Op 1 december 1887 erkende China in een ongelijk verdrag de Portugese soevereiniteit over Macau. Nadat de communisten sinds 1949 in de Volksrepubliek China aan de macht gekomen waren, gaven zij aan de ongelijke verdragen die de westerse landen in het verleden met China hadden gesloten niet meer te willen erkennen.

## Overdracht
In 1987 kwamen beide landen overeen dat Macau weer aan China zou worden overgedragen en op 20 december 1999 droegen de Portugezen de stad over aan de Volksrepubliek China. Sindsdien heeft Macau, overeenkomstig het verdrag dat China en Portugal in 1987 sloten, als Speciale bestuurlijke regio van de Volksrepubliek China een autonome status welke het tot ten minste het jaar 2049 zal behouden.

## Gemeenten
| Gemeente           | Beschrijving |
| ------------------ | --- |
| Concelho de Macau  | De gemeente Macau (Concelho de Macau), bestaande uit vijf parochies (freguesias); Nossa Senhora de Fátima, Santo António, São Lázaro, São Lourenço, Sé. Het gebied van de gemeente besloeg het schiereiland Macau. |
| Concelho das Ilhas | De gemeente Ilhas (Concelho das Ilhas), bestaande uit twee parochies (freguesias); Nossa Senhora do Carmo, São Francisco Xavier. Het gebied van de gemeente besloeg de eilanden Coloane en Taipa.                  |